# 안창대군
안창대군(安昌大君)은 조선 목조의 다섯째 아들로, 이름은 이매불(李梅拂)이다. 벼슬이 직장(直長)까지 이르렀다. 1872년 12월 3일 고종에 의해 대군으로 추봉되었다.

## 가족 관계

### 선조
- 조부 : 이양무(李陽茂, ? ~ 1231년)
- 조모 : 삼척 이씨(三陟 李氏, ? ~ ?) - 상장군 이강제(李康濟)의 딸
  - 아버지 : 조선 추존왕 목조대왕(穆祖大王, ? ~ 1274년)
- 외조부 : 천우위장사 이숙(李肅, ? ~ ?)
- 외조모 : 돌산군부인 정씨(突山郡夫人 鄭氏, ? ~ ?)
  - 어머니 : 효공왕후 평창 이씨(孝恭王后 平昌李氏, ? ~ ?)
    - 형 : 안천대군 이어선 (安川大君 李於仙, ? ~ 1274년)
    - 형 : 안원대군 이진 (安原大君 李珍, ? ~ ?)
    - 형 : 안풍대군 이정 (安豐大君 李精, ? ~ ?)
    - 형 : 조선 추존왕 익조대왕 (翼祖大王, ? ~ ?)
    - 동생 : 안흥대군 이구수 (安興大君 李球壽, ? ~ ?)